# أول الرغبات
أول الرغبات (بالفرنسية: Premiers désirs)‏ هو فيلم دراما رومانسي فرنسي. وهو آخر فيلم أخرجه المصور ديفيد هاملتون، وأول فيلم للممثلة إيمانويل بيار.

## القصة
بعد غرق القارب، تمكنت ثلاث فتيات مراهقات من الوصول إلى شواطئ جزيرة مجهولة. ينقذ كارولين شخص غريب يختفي قبل أن تتعرف عليه. أثناء استكشاف الجزيرة، تكتشف الفتيات الثلاث منزل جميل تعيش فيه جوليا، عازفة البيانو الشهيرة، مع زوجها. ثم يلتقون بثلاثة فتيان يدعونهم للإقامة في منزلهم...

## الممثلون
- باتريك باوتشاو في دور جوردن
- أنيا شوته في دور دوروثي
- إيمانويل بيار في دور هيلين
- مونيكا بروك في دور كارولين
- إنغر ماريا جرانزو في دور جوليا
- ستيفان فرايس في دور راؤول
- تشارلي شيموني في دور ماكس
- سيرج ماركواند في دور بيير ألبرت
- بياتريس كوستانتيني في دور أجاثا
- آن جيزيل جلاس في دور دومينيك

## روابط خارجية
- أول الرغبات على موقع IMDb (الإنجليزية)
- أول الرغبات على موقع روتن توميتوز (الإنجليزية)
- أول الرغبات على موقع نتفليكس (الإنجليزية)
- أول الرغبات على موقع ألو سيني (الفرنسية)
- أول الرغبات على موقع Turner Classic Movies (الإنجليزية)
- أول الرغبات على موقع أول موفي (الإنجليزية)
- أول الرغبات على موقع فيلمافينيتي (الإسبانية)
- أول الرغبات على موقع قاعدة بيانات الفيلم (الإنجليزية)
- أول الرغبات على موقع ليتربوكسد (الإنجليزية)
- أول الرغبات على موقع كينوبويسك (الروسية)